# Bakgrundssångare
Bakgrundssångare är en sångare som antingen sjunger unisont med en sångsolist eller sjunger en stämma till den melodi en solist sjunger. Flera bakgrundssångare kan tillsammans bilda en kör, där de körar för sångsolisten. I en pop- eller rockgrupp är det vanligt att sångsolisten kompletteras av att en eller flera gruppmedlemmar körar.